# 伊甸之東
《伊甸之東》（英語：East of Eden），又譯為伊甸園之東、伊甸以東，伊甸園東等，是美國作家、諾貝爾文學獎得主約翰·史坦貝克最著名的小說。1952年出版。
小說描寫特拉斯克和漢密爾頓兩個家族從南北戰爭到一戰時期長達半個世紀的故事，以隱喻的手法，深刻探討了善與惡的問題。而小說標題「伊甸之東」，則是借用了《聖經》中該隱殺死亞伯之後，遷居伊甸園之東的典故。小說中的山謬漢米爾頓（Samuel Hamilton）據稱是作者取材其祖父之真人真事，而作者本身也曾以次要角色登場於小說中。
該小說，根據作者第三任，同時也是最後一任妻子伊蓮的說法，史坦貝克認其為自身代表作，並且是自己最好的作品。史坦貝克曾說：「該作品具備我多年來所能完備的一切的技巧與專業」。他進一步的呈述道：「我認為我其他作品，某種程度來說，都是為了這本書在做練習」。

## 小說大綱
該故事主要發生在美國加州的薩莉納斯谷，其他部分情節也發生在康乃狄克州和麻州，故事的時間從美國南北戰爭說起。
一開始先介紹了，溫暖並富於創造力卻不擅長做生意的山謬漢密爾頓，和他的妻子莉莎。他們兩人皆是愛爾蘭移民，並描述了夫妻兩人如何在艱困的環境撫養九個孩子長大，在部分孩子長大並離開家後，一位有錢的陌生人，亞當特拉斯克搬進了這個村莊。
亞當特拉斯克的過去以並行的方式穿插於漢密爾頓家族的故事中。 亞當來自康乃狄克州的農莊，在其短暫的童年受到他年幼卻強壯的兄弟查爾斯特拉斯克嚴酷的對待，同時，亞當的父親，塞魯斯特拉斯克對於亞當時常感到不滿意，認為他太過軟弱。但自從一次的比賽，亞當贏了查爾斯後，他們的父親似乎對他有所改觀。查爾斯察覺到父愛的轉移，開始遷怒施暴於亞當，直到有一天，當查爾斯發現，父親喜愛亞當在路邊撿來的流浪小狗，勝過於自己辛苦賺錢買來送給父親的昂貴小刀，查爾斯的憤怒就一次爆發了，將亞當打至半死。亞當之後便被父親送往從軍，查爾斯留在莊裡種田。直到十數年後才又回到莊內兄弟住在一起。
同時進行的故事也介紹的一位名叫凱西阿美斯的女孩。凱西乍看之下是一個甜美生長於正常家庭的少女，但外表下卻有著扭曲的心靈: 她冷酷，殘忍，並異常的無法替除了自己以外的人著想。因為想要離開村莊受到父親的責罰，凱西偽裝成乖孩子直到時機成熟，偷走父母的薪水並放火燒了自家房子與自己的父母。離開村莊後凱西輾轉做了妓女與富商的情婦，直到被富商發現凱西的真面目，並將她打至半死，受傷的凱西因緣際會下來到特拉斯克兄弟家門口求救，善良的亞當毫無懷疑的幫助了凱西並將他留在家裡照顧，儘管查爾斯對凱西的來歷充滿疑慮，亞當依舊愛上了凱西並且與她成婚，帶她來到了薩莉納斯谷，儘管凱西是完全的不願意。在離開前，凱西对亞當下了安眠藥，並投身於酒醉回到家的查爾斯的床上，留下了將來的孩子可能不是亞當血脈的伏筆。
在薩莉納斯谷，凱西發現自己懷孕，但他對金錢與自由的異常執著，讓她曾一度想自行將孩子拿掉。另一方面，天真的亞當完全沒有察覺妻子的異狀，使用繼承來的大筆遺產，在谷內購置了良田美地，滿懷喜樂的想在此建立自己的家庭，在建立自己農莊的過程，亞當認識了山謬漢密爾頓和李，得到了許多她們的幫助。在生下雙胞胎兒子後，凱西便打算離開亞當，甚至不惜開槍打了亞當的肩膀與胸膛。失去凱西後，亞當生活如遊魂了一年，直到善良溫暖的山謬和李提醒了他，才將雙胞胎孩子取名為卡雷伯（Caleb，簡稱卡爾Cal）和亞倫（Aaron）。值得一提的是，在取名時，因為亞當本人的名字，山謬曾經建議是否要取名為亞伯和該隱（聖經中亞當和夏娃的長子和次子），雖然最後放棄，但故事最後仍然依循了兄弟爭取父愛的路線。

## 主要探討
本書探討了人面對剝奪，利益，愛，和為了被接受所做的掙扎，特別是在面對自己的罪和個體自由的部分。這些主題彼此互相參照並同時參照了聖經創世紀中亞伯和該隱的故事。
本書的靈感來自創世紀第四章，書名伊甸園之東也是來自於創世紀第四章第16節,該節描述了亞當和夏娃被迫離開伊甸園後所居住的位置，同时也是亞伯和該隱成長的地方。史坦貝克為了增強該隱（Cain）亞伯（Abel）的對照，書中多名角色名字的第一個字母也多是C或是A或是兼具.諸如 查爾斯（Charles）和（Adam）；卡爾（Caleb）和亞倫（Aaron）；凱西阿美斯（Cathy Ames）和雙胞胎兄弟之女友阿布拉（Abra）。
和聖經故事的比較:
| 聖經創世紀, 該隱&亞伯                                                | 本書, 查爾斯&亞當                                                                            | 本書, 卡爾&亞倫 |
| -------------------------------------------------------------------- | -------------------------------------------------------------------------------------------- | --- |
| 該隱是農夫"，"亞伯是牧羊人 （創世紀. 4:2,）.                         | 查爾斯是辛勤的農夫，即使在他繼承了大筆的遺產後；亞當算是職業軍人                             | 卡爾投資豆類的種植; 亞倫希望成為一名牧師                                                                              |
| 神拒絕了該隱奉獻的禮物"穀物"，比較喜歡亞伯送的羔羊 （創世紀. 4:3）.  | 賽魯斯較喜愛亞當送的禮物（路邊撿來的小狗）勝於查爾斯送的禮物（查爾斯辛勤工作換來的昂貴小刀） | 亞當拒絕在經濟狀況不佳時卡爾依靠豆類期貨賺來的錢，寧可他成為像亞倫一樣的人。                                          |
| 被神拒絕後，憤怒的該隱殺了亞伯 （創世紀. 4:8）.                      | 被父親拒絕後，查爾斯痛毆亞當至半死，甚至回屋拿了長刀，幸而亞當已躲起來。                     | 卡爾的錢被父親拒絕後，卡爾轉而告訴亞倫他們的母親還活著並且是妓院老鴇。亞倫無法承受這個消息轉而從軍戰死沙場。          |
| 神將該隱流放，並在該隱頭上做了記號防止他人找他尋仇 （創世紀. 4:15）. | 在試圖移除田中央大石時，鐵桿斷裂砸在查爾斯的額頭上留下了深色的疤痕。                         | 卡爾被描述為具有更深沉或具有惡意的外表.但值得一提的是，亞當告訴卡爾他終究會戰勝自己內心的黑暗面，因為他是被神標記的。 |
| 只有該隱有後代傳下。                                                 | 亞當有兩個孩子，但小說中隱晦的暗示雙胞胎其實是查爾斯的孩子。                                 | 亞倫戰死，卡爾則有可能結婚生子傳承後代。                                                                              |

## 後代改編
該書於1955年被改編為同名電影 East of Eden （天倫夢覺）又譯：伊甸園東，著重於描述書本第二部分亞倫和卡爾之間的兄弟情節。
由詹姆斯·狄恩主演卡爾。